# BODY HAZARD
BODY HAZARD（ボディハザード）は1996年にアメリカのGray Matter InteractiveがASC Games社の為に開発し、ASC GamesによりPlayStationにて発売されたアクション・アドベンチャーゲーム"Perfect Weapon（パーフェクトウエポン）"の日本版（日本版はヒューマンから発売）。1997年にセガサターンでもリリース予定されていたがキャンセルされた。また1997年にPCにてWindows 95版も出ており、当時エレクトロニック・ゲーミング・マンスリーで「鉄拳2とバイオハザードが出会う」と書かれて販売されていた。2010年3月25日に北米でPSOne ClassicとしてPlayStation Network用として再リリースされており、PlayStation Portable、PlayStation 3、PlayStation Vitaでプレイできる。日本国内では「クソゲー」としてコアな人気がある。

## 概要
マーシャルアーツのチャンピオンだった主人公の地球司令部国防軍のエージェント、キャプテン・ブレイク・ハンターが何者かにさらわれた。気づくと主人公は異世界に立っており、襲いかかる敵を倒しながら脱出を試みる。
ゲームの開発は、バイオハザードの様な多彩なカメラワーク視点のアドベンチャーゲーム的要素に、鉄拳2の様な格闘ゲームの要素を合わせ持ったゲームを作ったら、もしかしたら面白くなるのでは？と、配信元のパブリッシャーのエレクトロニック・アーツによって広告され、難しかったが、ASC GamesリリースでGray Matter Interactiveの開発者らによりこのゲームの開発がされ、Perfect Weaponのゲームが作られた。バイオハザードや鉄拳などの人気ゲームの要素を合わせたゲームを作ったら面白くなるのでは、と言うコンセプトで作られたゲームであったものの、グラフィックは評価されたが、操作性の悪さなど含めてうまく融合しておらず、評価はいまいちであまり良くなかった。因みにこのゲームの開発元のGray Matter Interactiveは、このゲームと似たような多彩なカメラワーク視点に格闘ゲーム的要素を合わせたシステム路線で、アクレイム社から発売の『The Crow: City of Angels』と言うアクションゲームも開発している。
またASC Gamesがリリースして続編の『Perfect Weapon 2』の開発もする予定だったが、結局キャンセルされ開発されなかった。
バイオハザードの様な多彩なカメラワークのアドベンチャーゲームや鉄拳の様な格闘ゲームのシステムの他に、ダブルドラゴンやファイナルファイトの様なベルトスクロールアクションゲームの影響を受けていると思われる。またFighting Force（メタルフィスト）はある程度、このゲームの影響を受けているところがあると思われる。

## ゲームシステムと問題点
主人公、敵ともに素手で、様々なコマンドを駆使しながら敵を倒していく。ゲームレベルはさほど高くないといわれる。
- カメラワークのひどさはゲーム史上屈指ともいわれる。不可解なタイミングで視点がこまめに切り替わるため、マップ上で自分がどこに立っているのか常に把握していなければ、敵と戦うこともままならない。
- シナリオに一区切りつくごとに主人公がモノローグを語るのだが、英語で字幕もないため、英語の苦手なユーザーは何を言っているのか全くわからない。敵のセリフも同様。
- 地形の端まで行くと主人公は"No Way."と発する。本作では地形端に達することがたびたび起こるので、そのたびに主人公が発する"No Way."はこのゲームを一言で表しているという評価がある[誰によって?]。
- メモリーカードでセーブするのではなく、海外のゲームで良くあるパスワード形式である[注 4]